# Rhodogastria amasis
Rhodogastria amasis is een vlinder uit de familie spinneruilen (Erebidae), onderfamilie beervlinders (Arctiinae). De wetenschappelijke naam van de soort is voor het eerst geldig gepubliceerd in 1779 door Cramer.
Deze nachtvlinder komt voor in tropisch Afrika.